# Rdzawe Zacięcie
Rdzawe Zacięcie – część muru skalnego w północno-wschodniej części Krzemionek Zakrzowskich (Zakrzówka). Prosty odcinek tego muru ma długość około 130 m i przebiega z południowego wschodu na północny zachód. Uprawiana jest na nim wspinaczka skalna. Piotr Haciski w przewodniku wspinaczkowym wyróżnia w nim następujące sekcje: Niski Mur, Rdzawe Zacięcie, Czarne Zacięcie, Podcięta Ścianka i znajdująca się w narożniku Baba Jaga.
Mur znajduje się na terenie uroczyska Skałki Twardowskiego w Dzielnicy VIII Dębniki w Krakowie. Jest to jeden z terenów rekreacyjnych Krakowa. Wspinanie odbywa się tutaj na skałach będących pozostałością dawnego kamieniołomu Kapelanka.
Segment Rdzawe Zacięcie ma wysokość do 25 m i pionową ścianę o ekspozycji północno-wschodniej. Jest na nim 9 dróg wspinaczkowych o trudności od V+ do VI.1 w skali polskiej. Zimą dopuszczalne jest uprawianie drytoolingu. Ściana charakteryzuje się kruszyzną.
U podnóża muru Rdzawego Zacięcia znajduje się Kawerna Magazyn z murowanym półkolistym wejściem. Zamknięta jest metalowymi drzwiami i kratą.

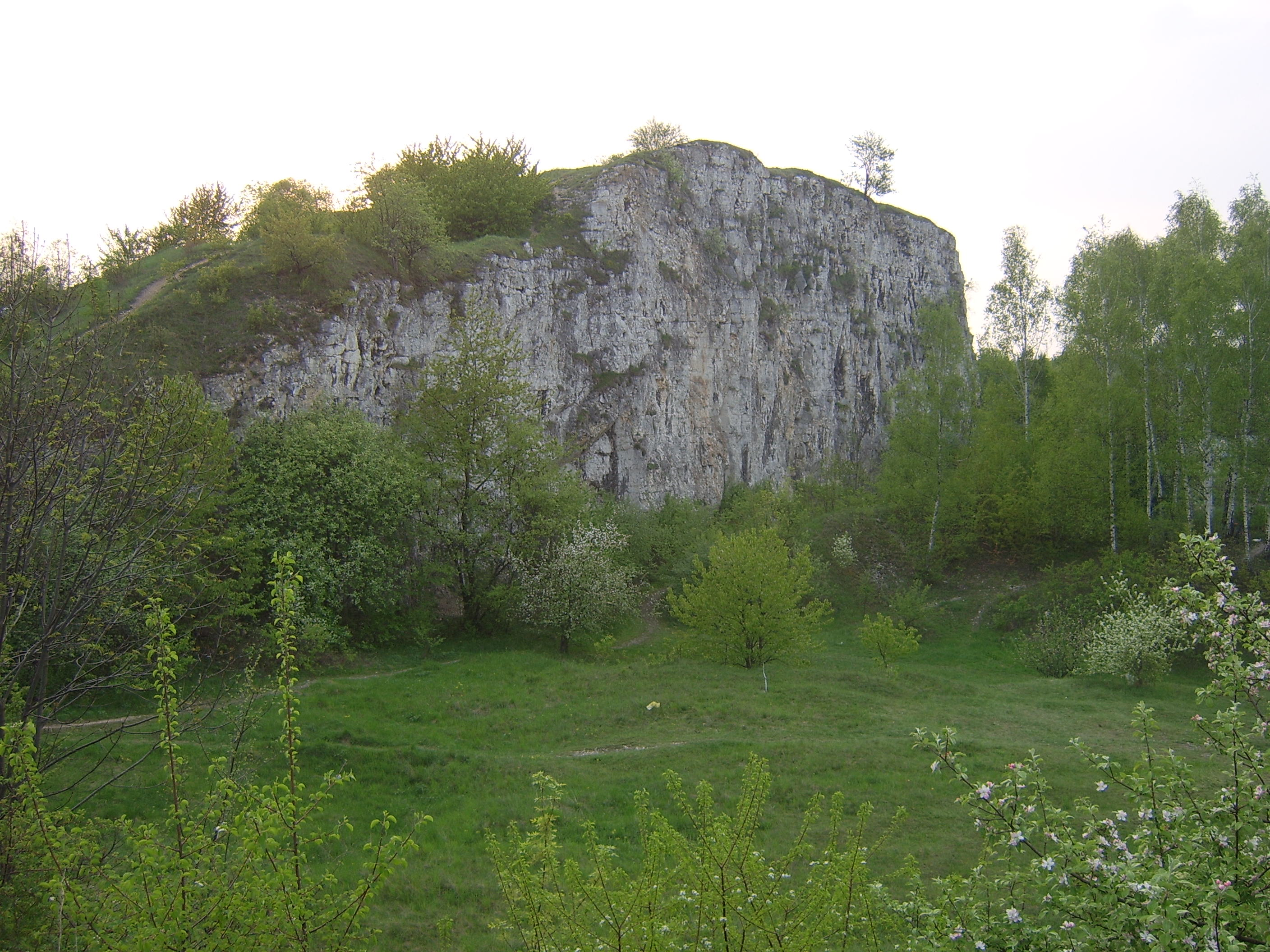
Niski Mur i Rdzawe Zacięcie
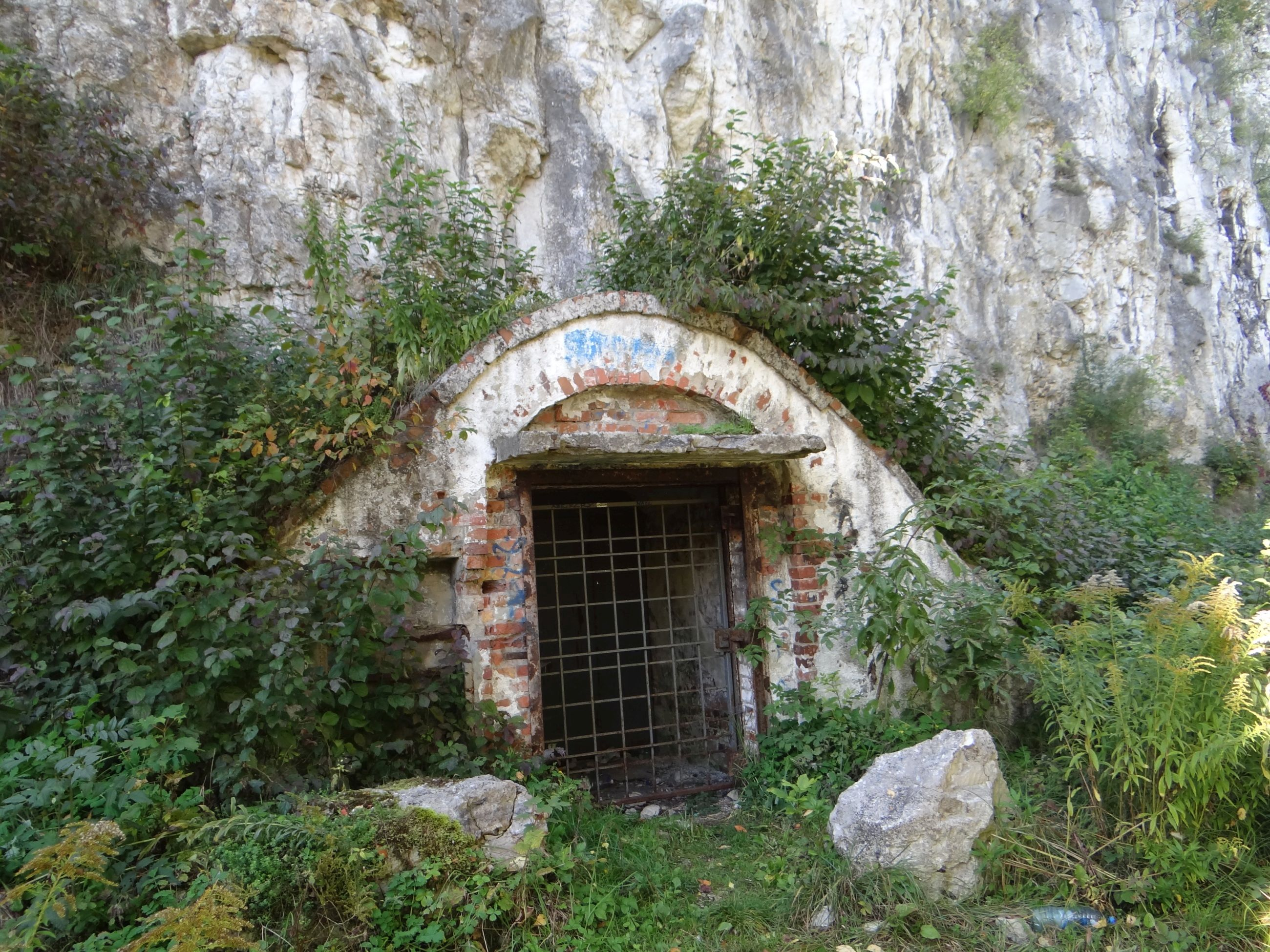
Kawerna Magazyn
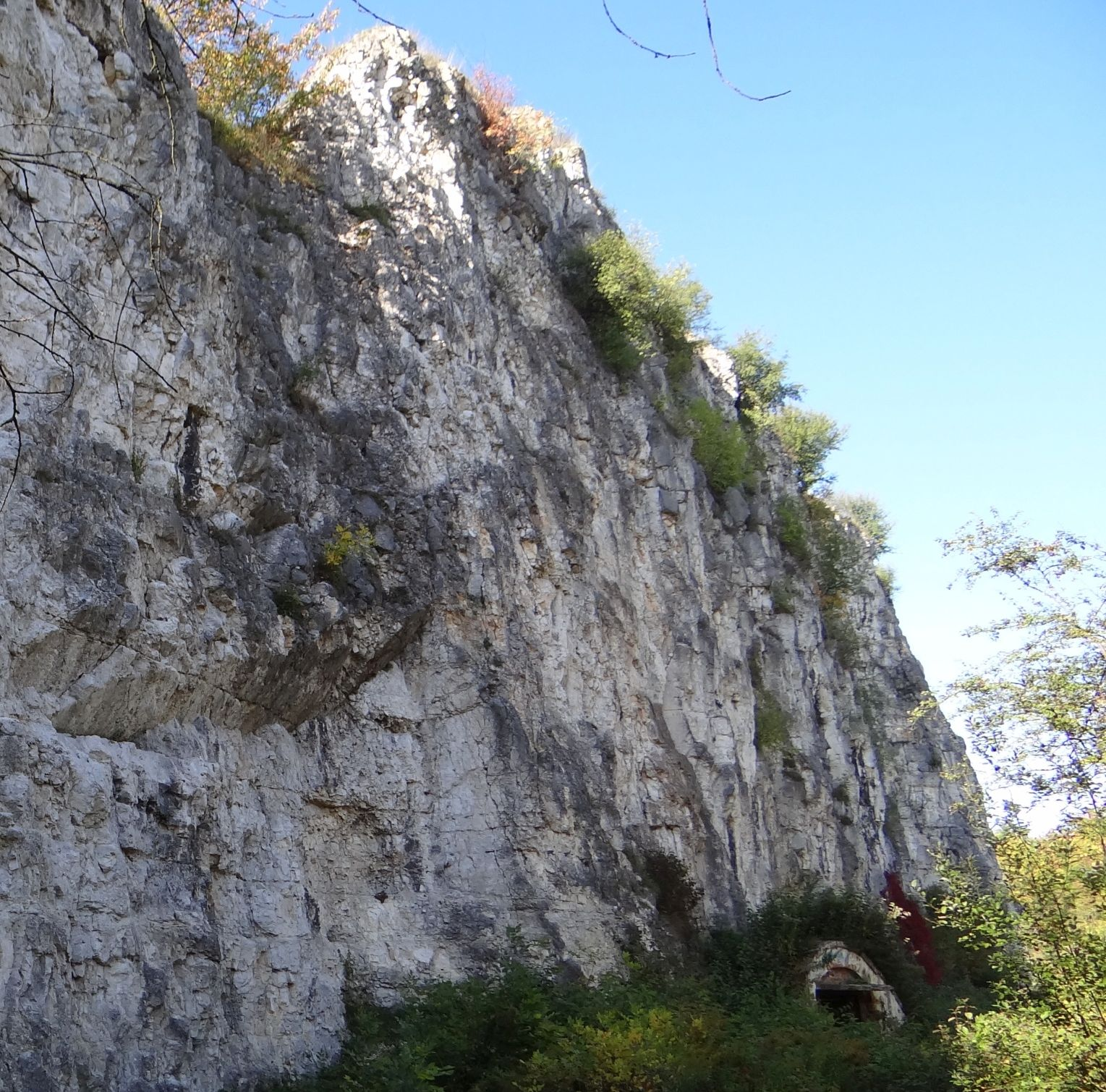
Fragment Niskiego Muru i Rdzawe Zacięcie
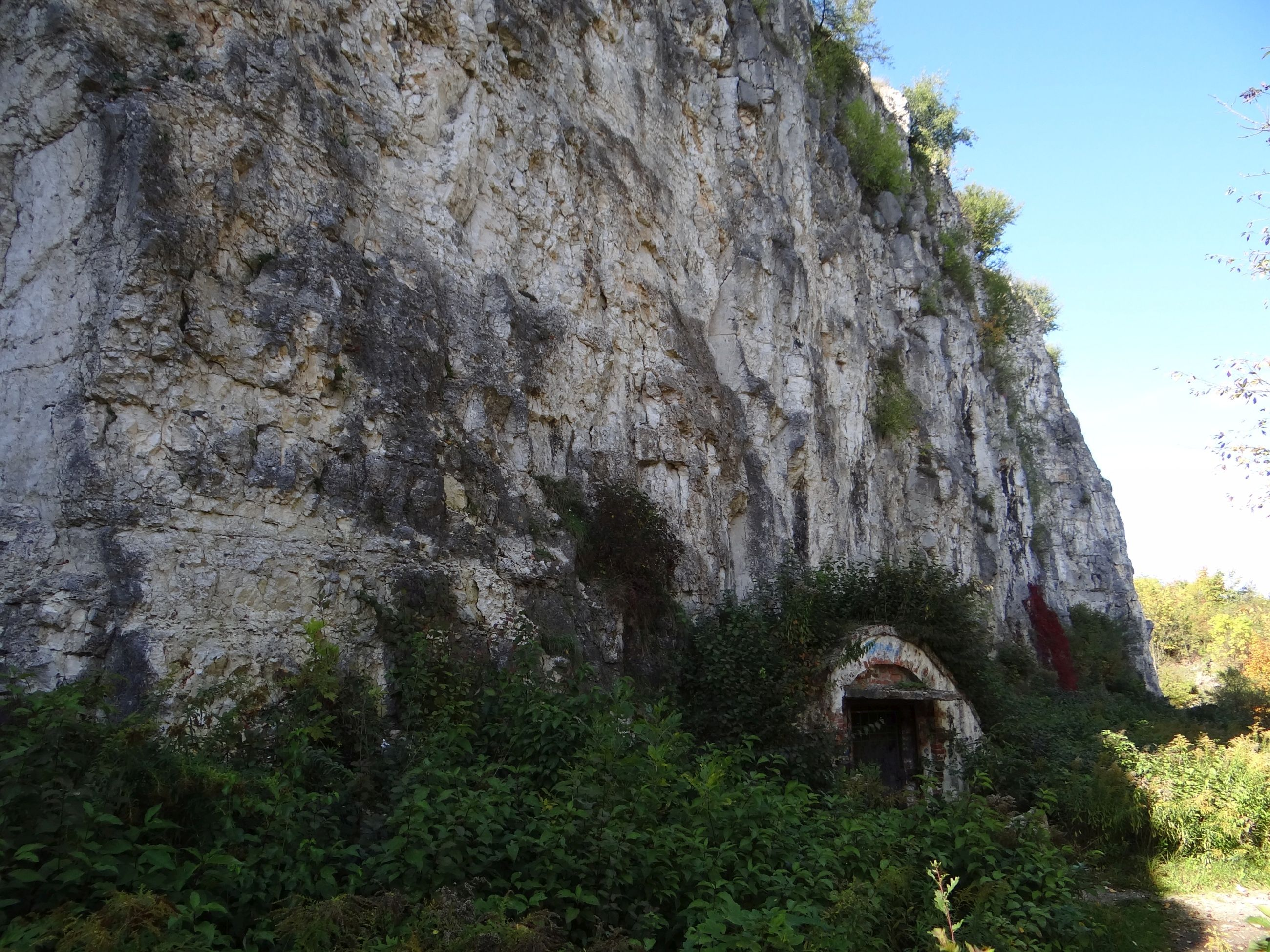
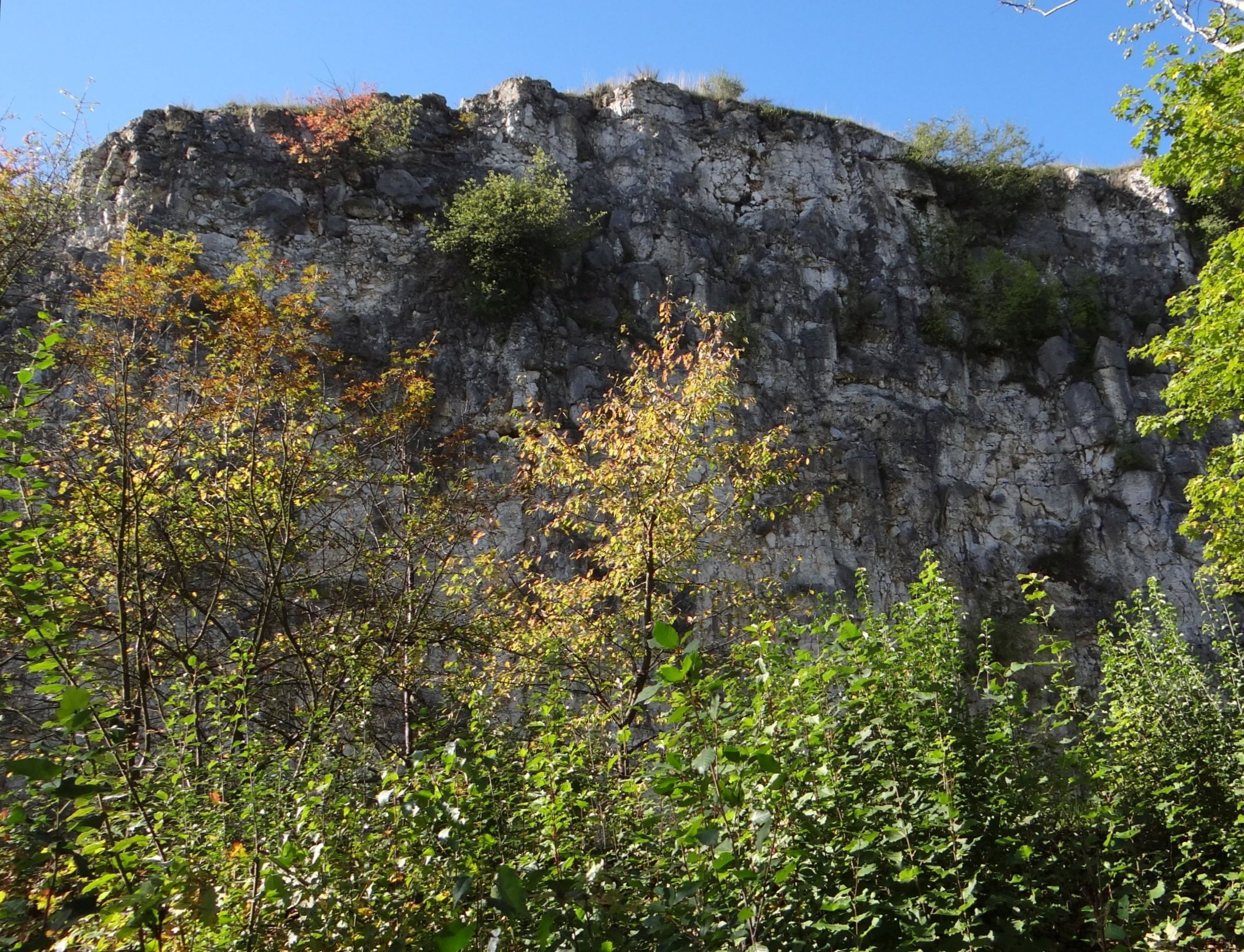

## Drogi wspinaczkowe
1. Piaskowa rysa; V+, M6,
2. Kwadrupat; VI+, M7,
3. Rdzawa Płyta; VI, M6,
4. Skok w bok; VI+, M6/M6+,
5. Reaktywacja; VI, M6/6+
6. Zawziętość kurdupla; VI.1, M7,
7. Fire wall; VI.1, M7-,
8. Pod presją; VI, M6,
9. Nie ma rysy bez kolców; VI+, M6[1].